# Voléro Zurych
Voléro Zurych; a także Volleyball Club Voléro Zurych – szwajcarski, żeński klub siatkarski powstały w 1973 roku z bazą w mieście Zurych.
Klub występuje w szwajcarskiej Lidze Narodowej NLA, do której awansował w sezonie 2003/2004.

## Sukcesy
Mistrzostwo Szwajcarii:
- 2005, 2006, 2007, 2009, 2010, 2011, 2012, 2013, 2014, 2015, 2016, 2017, 2018
- 2008

Puchar Szwajcarii:
- 2005, 2006, 2007, 2009, 2010, 2011, 2012, 2013, 2014, 2015, 2016, 2017, 2018, 2022[1]

Superpuchar Szwajcarii:
- 2007, 2010, 2011, 2012, 2013, 2014, 2015, 2016, 2017

Klubowe Mistrzostwa Świata:
- 2015, 2017

Puchar Borysa Jelcyna:
- 2016